# Kvalifikace na Mistrovství světa ve fotbale 2006 (CAF)
Kvalifikace na Mistrovství světa ve fotbale 2006 zóny CAF určila 5 účastníků závěrečného turnaje.
Africká kvalifikace byla rozdělena na dvě fáze. Nejlepších 9 týmů (5 kvalifikavších se na MS 2002 a 4 nejlepší podle žebříčku FIFA bylo přímo nasazeno do skupinové fáze. Zbylých 42 týmů se účastnilo předkola, kde byli rozlosováni do dvojic a utkali se systémem doma - venku o postup do skupinové fáze. V té bylo 30 týmů rozlosováno do 5 skupin po 6 týmech. Ty se utkaly dvoukolově každý s každým a vítězové skupin postoupili na MS. Vzhledem k tomu, že tato kvalifikace byla zároveň i kvalifikací na Africký pohár národů 2006, nejlepší tři týmy každé ze skupin skupinové fáze postoupily na Africký pohár národů.

## Předkolo
Pětice týmů kvalifikavších se na Mistrovství světa ve fotbale 2002 ( Kamerun,  Nigérie,  Senegal,  Jihoafrická republika a  Tunisko spolu se čtveřicí dalších nejlepších podle žebříčku FIFA ( DR Kongo,  Pobřeží slonoviny,  Egypt a  Maroko) bylo nasazeno přímo do skupinové fáze.
| Domácí v 1. zápase           | Celkem | Hosté v 1. zápase       | 1. zápas | 2. zápas |
| ---------------------------- | ------ | ----------------------- | -------- | -------- |
| Guinea-Bissau                | 1–4    | Mali                    | 1–2      | 0–2      |
| Madagaskar                   | 3–4    | Benin                   | 1–1      | 2–3      |
| Seychely                     | 1–5    | Zambie                  | 0–4      | 1–1      |
| Botswana                     | 4–1    | Lesotho                 | 4–1      | 0–0      |
| Rovníková Guinea             | 1–2    | Togo                    | 1–0      | 0–2      |
| Svatý Tomáš a Princův ostrov | 0–9    | Libye                   | 0–1      | 0–8      |
| Tanzanie                     | 0–3    | Keňa                    | 0–0      | 0–3      |
| Niger                        | 0–7    | Alžírsko                | 0–1      | 0–6      |
| Uganda                       | 4–3    | Mauricius               | 3–0      | 1–3 (p)  |
| Súdán                        | 3–0    | Eritrea                 | 3–0      | 0–0      |
| Zimbabwe                     | 4–2    | Mauritánie              | 3–0      | 1–2      |
| Svazijsko                    | 1–4    | Kapverdy                | 1–1      | 0–3      |
| Burundi                      | 1–4    | Gabon                   | 0–0      | 1–4      |
| Čad                          | 3–3(v) | Angola                  | 3–1      | 0–2      |
| Konžská republika            | 2–1    | Sierra Leone            | 1–0      | 1–1      |
| Etiopie                      | 1–3    | Malawi                  | 1–3      | 0–0      |
| Rwanda                       | 4–1    | Namibie                 | 3–0      | 1–1      |
| Guinea                       | 5–3    | Mosambik                | 1–0      | 4–3      |
| Gambie                       | 2–3    | Libérie                 | 2–0      | 0–3      |
| Somálsko                     | 0–7    | Ghana                   | 0–5      | 0–2      |
| Burkina Faso                 | kont.  | Středoafrická republika |          |          |

- Středoafrická republika na poslední chvíli stáhla svůj zájem o účast.

## Skupinová fáze

### Skupina 1
| Tým               | Z  | V | R | P | GV | GI | +/- | B  |
| ----------------- | -- | - | - | - | -- | -- | --- | -- |
| Togo              | 10 | 7 | 2 | 1 | 20 | 8  | +12 | 23 |
| Senegal           | 10 | 6 | 3 | 1 | 21 | 8  | +13 | 21 |
| Zambie            | 10 | 6 | 1 | 3 | 16 | 10 | +6  | 19 |
| Konžská republika | 10 | 3 | 1 | 6 | 10 | 14 | -4  | 10 |
| Mali              | 10 | 2 | 2 | 6 | 11 | 14 | -3  | 8  |
| Libérie           | 10 | 1 | 1 | 8 | 3  | 27 | -24 | 4  |

- Togo postoupilo na Mistrovství světa ve fotbale 2006.
- Na Africký pohár národů 2006 se kvalifikovaly týmy  Togo,  Senegal a  Zambie.

| 5. června 2004 15:00 |          |      |                                                                                            |
| Zambie               | 1 – 0    | Togo | Independence Stadium, Lusaka diváci: 40 000 rozhodčí: Jerome Damon (Jihoafrická republika) |
| Mulenga 11'          | (Report) |      | Independence Stadium, Lusaka diváci: 40 000 rozhodčí: Jerome Damon (Jihoafrická republika) |

| 5. června 2004 16:30      |          |                   |                                                                                  |
| Senegal                   | 2 – 0    | Konžská republika | Stade Leopold Senghor, Dakar diváci: 18 000 rozhodčí: Mohamed Benouza (Alžírsko) |
| Diatta 59' M. N'Diaye 77' | (Report) |                   | Stade Leopold Senghor, Dakar diváci: 18 000 rozhodčí: Mohamed Benouza (Alžírsko) |

| 6. června 2004 16:00 |          |      |                                                                             |
| Libérie              | 1 – 0    | Mali | National Complex, Paynesville diváci: 30 000 rozhodčí: Coffi Codjia (Benin) |
| Kieh 85'             | (Report) |      | National Complex, Paynesville diváci: 30 000 rozhodčí: Coffi Codjia (Benin) |

| 19. června 2004 19:00 |          |             |                                                                    |
| Mali                  | 1 – 1    | Zambie      | Stade 26 mars, Bamako diváci: 19 000 rozhodčí: Modou Sowe (Gambie) |
| Kanouté 80'           | (Report) | Milanzi 25' | Stade 26 mars, Bamako diváci: 19 000 rozhodčí: Modou Sowe (Gambie) |

| 20. června 2004 15:30                     |          |         | |
| Konžská republika                         | 3 – 0    | Libérie | Stade Alphonse Massemba-Débat, Brazzaville diváci: 25 000 rozhodčí: Mohamed Ould Lemghambodj (Mauritánie) |
| Bouanga 52' Mamouna-Ossila 55' Batota 66' | (Report) |         | Stade Alphonse Massemba-Débat, Brazzaville diváci: 25 000 rozhodčí: Mohamed Ould Lemghambodj (Mauritánie) |

| 20. června 2004 16:00        |          |                |                                                                             |
| Togo                         | 3 – 1    | Senegal        | Stade de Kégué, Lomé diváci: 25 000 rozhodčí: Abderrahim El Arjoun (Maroko) |
| Adebayor 30' Sènaya 76', 85' | (Report) | Bouba Diop 81' | Stade de Kégué, Lomé diváci: 25 000 rozhodčí: Abderrahim El Arjoun (Maroko) |

| 3. července 2004 16:30 |          |        |                                                                                         |
| Senegal                | 1 – 0    | Zambie | Stade Leopold Senghor, Dakar diváci: 50 000 rozhodčí: Manuel Monteiro Duarte (Kapverdy) |
| Gueye 21'              | (Report) |        | Stade Leopold Senghor, Dakar diváci: 50 000 rozhodčí: Manuel Monteiro Duarte (Kapverdy) |

| 4. července 2004 15:30 |          |      |                                                                                            |
| Konžská republika      | 1 – 0    | Mali | Stade Alphonse Massemba-Débat, Brazzaville diváci: 20 000 rozhodčí: Divine Evehe (Kamerun) |
| Mamouna-Ossila 30'     | (Report) |      | Stade Alphonse Massemba-Débat, Brazzaville diváci: 20 000 rozhodčí: Divine Evehe (Kamerun) |

| 4. července 2004 16:00 |          |      |                                                                                |
| Libérie                | 0 – 0    | Togo | National Complex, Paynesville diváci: 30 000 rozhodčí: Mohamed Soumah (Guinea) |
|                        | (Report) |      | National Complex, Paynesville diváci: 30 000 rozhodčí: Mohamed Soumah (Guinea) |

| 4. září 2004 15:00 |          |         |                                                                                  |
| Zambie             | 1 – 0    | Libérie | Independence Stadium, Lusaka diváci: 30 000 rozhodčí: Kuedza Nchengwa (Botswana) |
| Bwalya 91'         | (Report) |         | Independence Stadium, Lusaka diváci: 30 000 rozhodčí: Kuedza Nchengwa (Botswana) |

| 5. září 2004 16:00 |          |                   |                                                                          |
| Togo               | 2 – 0    | Konžská republika | Stade de Kégué, Lomé diváci: 20 000 rozhodčí: Jean-Olivier Mbera (Gabon) |
| Adebayor 37', 80'  | (Report) |                   | Stade de Kégué, Lomé diváci: 20 000 rozhodčí: Jean-Olivier Mbera (Gabon) |

| 5. září 2004 17:00    |          |                |                                                                         |
| Mali                  | 2 – 2    | Senegal        | Stade 26 mars, Bamako diváci: 45 000 rozhodčí: Mohamed Guezzaz (Maroko) |
| Diallo 4' Kanouté 54' | (Report) | Camara 45' Dia | Stade 26 mars, Bamako diváci: 45 000 rozhodčí: Mohamed Guezzaz (Maroko) |

| 10. října 2004 15:30           |          |                      |                                                                                            |
| Konžská republika              | 2 – 3    | Zambie               | Stade Alphonse Massemba-Débat, Brazzaville diváci: 20 000 rozhodčí: Atef Yacoubi (Tunisko) |
| Bouanga 75' Mamouna-Ossila 81' | (Report) | Mbesuma 2', 37', 65' | Stade Alphonse Massemba-Débat, Brazzaville diváci: 20 000 rozhodčí: Atef Yacoubi (Tunisko) |

| 10. října 2004 16:00 |          |      |                                                                       |
| Togo                 | 1 – 0    | Mali | Stade de Kégué, Lomé diváci: 45 000 rozhodčí: Gilbert Njike (Kamerun) |
| Adebayor 23'         | (Report) |      | Stade de Kégué, Lomé diváci: 45 000 rozhodčí: Gilbert Njike (Kamerun) |

| 10. října 2004 16:00 |          |                                |                                                                                         |
| Libérie              | 0 – 3    | Senegal                        | National Complex, Paynesville diváci: 26 000 rozhodčí: Sharaf Aboubacar (Côte d'Ivoire) |
|                      | (Report) | Bouba Diop 41' Camara 50', 73' | National Complex, Paynesville diváci: 26 000 rozhodčí: Sharaf Aboubacar (Côte d'Ivoire) |

| 26. března 2005 15:00 |          |                   |                                                                                 |
| Zambie                | 2 – 0    | Konžská republika | Konkola Stadium, Chililabombwe diváci: 20 000 rozhodčí: Eddy Maillet (Seychely) |
| Tana 1' Mbesuma 44'   | (Report) |                   | Konkola Stadium, Chililabombwe diváci: 20 000 rozhodčí: Eddy Maillet (Seychely) |

| 26. března 2005 16:30                                                    |          |           |                                                                                    |
| Senegal                                                                  | 6 – 1    | Libérie   | Stade Leopold Senghor, Dakar diváci: 50 000 rozhodčí: Abdullhakim Shelmani (Libye) |
| Fadiga 19' Diouf 45' (pen.), 84' A.D. Faye 56' Camara 72' M. N'Diaye 75' | (Report) | Tondo 86' | Stade Leopold Senghor, Dakar diváci: 50 000 rozhodčí: Abdullhakim Shelmani (Libye) |

| 27. března 2005 18:00 |          |                       |                                                                         |
| Mali                  | 1 – 2    | Togo                  | Stade 26 mars, Bamako diváci: 45 000 rozhodčí: Justus Agbenyega (Ghana) |
| Coulibaly 12'         | (Report) | Salifou 78' Mamam 91' | Stade 26 mars, Bamako diváci: 45 000 rozhodčí: Justus Agbenyega (Ghana) |

| 5. června 2005 15:30                            |          |              |                                                                        |
| Togo                                            | 4 – 1    | Zambie       | Stade de Kégué, Lomé diváci: 15 000 rozhodčí: Mohamed Guezzaz (Maroko) |
| Adebayor 14', 94' Mamam 45+2' Mohamed Kader 61' | (Report) | Kampamba 15' | Stade de Kégué, Lomé diváci: 15 000 rozhodčí: Mohamed Guezzaz (Maroko) |

| 5. června 2005 15:30 |          |         | |
| Konžská republika    | 0 – 0    | Senegal | Stade Alphonse Massemba-Débat, Brazzaville diváci: 40 000 rozhodčí: Jerome Damon (Jihoafrická republika) |
|                      | (Report) |         | Stade Alphonse Massemba-Débat, Brazzaville diváci: 40 000 rozhodčí: Jerome Damon (Jihoafrická republika) |

| 5. června 2005 17:00                                         |          |         |                                                                              |
| Mali                                                         | 4 – 1    | Libérie | Stade Amari Daou, Ségou diváci: 11 000 rozhodčí: Lassina Paré (Burkina Faso) |
| D. Coulibaly 7' (pen.), 34' Diamoutene 48' (pen.) Diarra 75' | (Report) | Toe 54' | Stade Amari Daou, Ségou diváci: 11 000 rozhodčí: Lassina Paré (Burkina Faso) |

| 18. června 2005 15:00  |          |               |                                                                                  |
| Zambie                 | 2 – 1    | Mali          | Konkola Stadium, Chililabombwe diváci: 29 000 rozhodčí: Eugenio Colembi (Angola) |
| Chalwe 26' Mbesuma 85' | (Report) | Coulibaly 73' | Konkola Stadium, Chililabombwe diváci: 29 000 rozhodčí: Eugenio Colembi (Angola) |

| 18. června 2005 17:00 |          |                          |                                                                               |
| Senegal               | 2 – 2    | Togo                     | Stade Leopold Senghor, Dakar diváci: 50 000 rozhodčí: Hichem Guirat (Tunisko) |
| Niang 15' Camara 30'  | (Report) | Olufadé 11' Adebayor 71' | Stade Leopold Senghor, Dakar diváci: 50 000 rozhodčí: Hichem Guirat (Tunisko) |

| 19. června 2005 16:00 |          |                   |                                                                              |
| Libérie               | 0 – 2    | Konžská republika | National Complex, Paynesville diváci: 5 000 rozhodčí: Malick Sillah (Gambie) |
|                       | (Report) | Bhebey 3', 73'    | National Complex, Paynesville diváci: 5 000 rozhodčí: Malick Sillah (Gambie) |

| 3. září 2005 15:00 |          |           |                                                                                    |
| Zambie             | 0 – 1    | Senegal   | Konkola Stadium, Chililabombwe diváci: 20 000 rozhodčí: Essam Abd El Fatah (Egypt) |
|                    | (Report) | Diouf 57' | Konkola Stadium, Chililabombwe diváci: 20 000 rozhodčí: Essam Abd El Fatah (Egypt) |

| 3. září 2005 18:00    |          |                   |                                                                           |
| Mali                  | 2 – 0    | Konžská republika | Stade 26 mars, Bamako diváci: 10 000 rozhodčí: Jean-Olivier Mbera (Gabon) |
| Demba 48' Sissoko 51' | (Report) |                   | Stade 26 mars, Bamako diváci: 10 000 rozhodčí: Jean-Olivier Mbera (Gabon) |

| 4. září 2005 15:30            |          |         |                                                                           |
| Togo                          | 3 – 0    | Libérie | Stade de Kégué, Lomé diváci: 28 000 rozhodčí: Khalid Abdel Rahman (Súdán) |
| Adebayor 52', 90+3' Mamam 69' | (Report) |         | Stade de Kégué, Lomé diváci: 28 000 rozhodčí: Khalid Abdel Rahman (Súdán) |

| 1. října 2005 16:00 |          |                                           |                                                                                |
| Libérie             | 0 – 5    | Zambie                                    | Antoinette Tubman Stadium, Monrovia diváci: 0 rozhodčí: Divine Evehe (Kamerun) |
|                     | (Report) | Lwipa 50', 82' Mweetwa 51', 63' Numba 61' | Antoinette Tubman Stadium, Monrovia diváci: 0 rozhodčí: Divine Evehe (Kamerun) |

| 8. října 2005 15:00       |          |      |                                                                               |
| Senegal                   | 3 – 0    | Mali | Stade Leopold Senghor, Dakar diváci: 30 000 rozhodčí: Eddy Maillet (Seychely) |
| Camara 18', 65' Diouf 23' | (Report) |      | Stade Leopold Senghor, Dakar diváci: 30 000 rozhodčí: Eddy Maillet (Seychely) |

| 8. října 2005 16:00           |          |                             |                                                                                                  |
| Konžská republika             | 2 – 3    | Togo                        | Stade Alphonse Massemba-Débat, Brazzaville diváci: 20 000 rozhodčí: Abdullhakim Shelmani (Libye) |
| Bouity 26' Mamouna-Ossila 56' | (Report) | Adebayor 40' Kader 60', 70' | Stade Alphonse Massemba-Débat, Brazzaville diváci: 20 000 rozhodčí: Abdullhakim Shelmani (Libye) |

### Skupina 2
| Tým                   | Z  | V | R | P | GV | GI | +/- | B  |
| --------------------- | -- | - | - | - | -- | -- | --- | -- |
| Ghana                 | 10 | 6 | 3 | 1 | 17 | 4  | +13 | 21 |
| DR Kongo              | 10 | 4 | 4 | 2 | 14 | 10 | +4  | 16 |
| Jihoafrická republika | 10 | 5 | 1 | 4 | 12 | 14 | -2  | 16 |
| Burkina Faso          | 10 | 4 | 1 | 5 | 14 | 13 | +1  | 13 |
| Kapverdy              | 10 | 3 | 1 | 6 | 8  | 15 | -7  | 10 |
| Uganda                | 10 | 2 | 2 | 6 | 6  | 15 | -9  | 8  |

- Ghana postoupila na Mistrovství světa ve fotbale 2006.
- Na Africký pohár národů 2006 se kvalifikovaly týmy  Ghana,  DR Kongo a  Jihoafrická republika.

| 5. června 2004 15:00  |          |             |                                                                                        |
| Jihoafrická republika | 2 – 1    | Kapverdy    | Free State Stadium, Bloemfontein diváci: 30 000 rozhodčí: Hailemelak Tessema (Etiopie) |
| Mabizela 40', 68'     | (Report) | Janício 73' | Free State Stadium, Bloemfontein diváci: 30 000 rozhodčí: Hailemelak Tessema (Etiopie) |

| 5. června 2004 18:00 |          |       |                                                                                      |
| Burkina Faso         | 1 – 0    | Ghana | Stade du 4-Août, Ouagadougou diváci: 25 000 rozhodčí: Chukwudi Chukwujekwu (Nigérie) |
| Zongo 79'            | (Report) |       | Stade du 4-Août, Ouagadougou diváci: 25 000 rozhodčí: Chukwudi Chukwujekwu (Nigérie) |

| 6. června 2004 16:00 |          |          |                                                                            |
| Uganda               | 1 – 0    | DR Kongo | National Stadium, Kampala diváci: 45 000 rozhodčí: Eddy Maillet (Seychely) |
| Sekagya 75'          | (Report) |          | National Stadium, Kampala diváci: 45 000 rozhodčí: Eddy Maillet (Seychely) |

| 19. června 2004 16:00 |          |        |                                                                         |
| Kapverdy              | 1 – 0    | Uganda | Estádio da Várzea, Praia diváci: 5 000 rozhodčí: Koman Coulibaly (Mali) |
| Cafú 42'              | (Report) |        | Estádio da Várzea, Praia diváci: 5 000 rozhodčí: Koman Coulibaly (Mali) |

| 20. června 2004 15:00       |          |                       |                                                                            |
| Ghana                       | 3 – 0    | Jihoafrická republika | Baba Yara Stadium, Kumasi diváci: 32 000 rozhodčí: Badara Diatta (Senegal) |
| Muntari 13' Appiah 55', 78' | (Report) |                       | Baba Yara Stadium, Kumasi diváci: 32 000 rozhodčí: Badara Diatta (Senegal) |

| 20. června 2004 15:30                    |          |                      |                                                                           |
| DR Kongo                                 | 3 – 2    | Burkina Faso         | Stade des Martyrs, Kinshasa diváci: 75 000 rozhodčí: Kokou Djaoupe (Togo) |
| Mbayo 12' Biscotte 75' Bageta 88' (pen.) | (Report) | Touré 26' Dagano 85' | Stade des Martyrs, Kinshasa diváci: 75 000 rozhodčí: Kokou Djaoupe (Togo) |

| 3. července 2004 15:00   |          |              |                                                                                      |
| Jihoafrická republika    | 2 – 0    | Burkina Faso | FNB Stadium, Johannesburg diváci: 25 000 rozhodčí: Lanto Ramanampamonjy (Madagaskar) |
| Pienaar 14' Bartlett 42' | (Report) |              | FNB Stadium, Johannesburg diváci: 25 000 rozhodčí: Lanto Ramanampamonjy (Madagaskar) |

| 3. července 2004 16:00 |          |               |                                                                                     |
| Kapverdy               | 1 – 1    | DR Kongo      | Estádio da Várzea, Praia diváci: 3 800 rozhodčí: Monetchet Nahi (Pobřeží slonoviny) |
| Modeste 26'            | (Report) | Kaluyituka 1' | Estádio da Várzea, Praia diváci: 3 800 rozhodčí: Monetchet Nahi (Pobřeží slonoviny) |

| 3. července 2004 16:30 |          |          |                                                                            |
| Uganda                 | 1 – 1    | Ghana    | National Stadium, Kampala diváci: 20 000 rozhodčí: Reda El-Beltagy (Egypt) |
| Obua 45+1'             | (Report) | Gyan 88' | National Stadium, Kampala diváci: 20 000 rozhodčí: Reda El-Beltagy (Egypt) |

| 4. září 2004 18:00     |          |        |                                                                                             |
| Burkina Faso           | 2 – 0    | Uganda | Stade du 4-Août, Ouagadougou diváci: 30 000 rozhodčí: Mohamed Ould Lemghambodj (Mauritánie) |
| Dagano 34' Nikiema 79' | (Report) |        | Stade du 4-Août, Ouagadougou diváci: 30 000 rozhodčí: Mohamed Ould Lemghambodj (Mauritánie) |

| 5. září 2004 15:00                |          |          |                                                                         |
| Ghana                             | 2 – 0    | Kapverdy | Baba Yara Stadium, Kumasi diváci: 35 000 rozhodčí: Wahid Tamuni (Libye) |
| Essien 24' (pen.) Veiga 62' (vl.) | (Report) |          | Baba Yara Stadium, Kumasi diváci: 35 000 rozhodčí: Wahid Tamuni (Libye) |

| 5. září 2004 15:30 |          |                       |                                                                                       |
| DR Kongo           | 1 – 0    | Jihoafrická republika | Stade des Martyrs, Kinshasa diváci: 85 000 rozhodčí: Jean-Marie Hicuburundi (Burundi) |
| Musasa 86'         | (Report) |                       | Stade des Martyrs, Kinshasa diváci: 85 000 rozhodčí: Jean-Marie Hicuburundi (Burundi) |

| 9. října 2004 16:00 |          |              |                                                                      |
| Kapverdy            | 1 – 0    | Burkina Faso | Estádio da Várzea, Praia diváci: 6 000 rozhodčí: Kudzo Aziaka (Togo) |
| Cafú 2'             | (Report) |              | Estádio da Várzea, Praia diváci: 6 000 rozhodčí: Kudzo Aziaka (Togo) |

| 10. října 2004 15:00 |          |          |                                                                           |
| Ghana                | 0 – 0    | DR Kongo | Baba Yara Stadium, Kumasi diváci: 30 000 rozhodčí: Koman Coulibaly (Mali) |
|                      | (Report) |          | Baba Yara Stadium, Kumasi diváci: 30 000 rozhodčí: Koman Coulibaly (Mali) |

| 10. října 2004 16:30 |          |                       |                                                                             |
| Uganda               | 0 – 1    | Jihoafrická republika | National Stadium, Kampala diváci: 50 000 rozhodčí: Michel Gasingwa (Rwanda) |
|                      | (Report) | McCarthy 68' (pen.)   | National Stadium, Kampala diváci: 50 000 rozhodčí: Michel Gasingwa (Rwanda) |

| 26. března 2005 15:45          |          |                 |                                                                                   |
| Jihoafrická republika          | 2 – 1    | Uganda          | FNB Stadium, Johannesburg diváci: 20 000 rozhodčí: Chukwudi Chukwujekwu (Nigérie) |
| Fortune 21' (pen.) Pienaar 71' | (Report) | Obua 63' (pen.) | FNB Stadium, Johannesburg diváci: 20 000 rozhodčí: Chukwudi Chukwujekwu (Nigérie) |

| 26. března 2005 18:00 |          |               |                                                                              |
| Burkina Faso          | 1 – 2    | Kapverdy      | Stade du 4-Août, Ouagadougou diváci: 27 500 rozhodčí: Divine Evehe (Kamerun) |
| Dagano 71'            | (Report) | Caló 48', 87' | Stade du 4-Août, Ouagadougou diváci: 27 500 rozhodčí: Divine Evehe (Kamerun) |

| 27. března 2005 15:30 |          |          |                                                                          |
| DR Kongo              | 1 – 1    | Ghana    | Stade des Martyrs, Kinshasa diváci: 80 000 rozhodčí: Modou Sowe (Gambie) |
| Nonda 50'             | (Report) | Gyan 30' | Stade des Martyrs, Kinshasa diváci: 80 000 rozhodčí: Modou Sowe (Gambie) |

| 4. června 2005 16:00 |          |                          |                                                                             |
| Kapverdy             | 1 – 2    | Jihoafrická republika    | Estádio da Várzea, Praia diváci: 6 000 rozhodčí: Mohamed Benouza (Alžírsko) |
| Cafú 77'             | (Report) | McCarthy 10' Buckley 12' | Estádio da Várzea, Praia diváci: 6 000 rozhodčí: Mohamed Benouza (Alžírsko) |

| 5. června 2005 15:00 |          |              |                                                                               |
| Ghana                | 2 – 1    | Burkina Faso | Baba Yara Stadium, Kumasi diváci: 11 920 rozhodčí: Essam Abd El Fatah (Egypt) |
| Appiah 66' Amoah 83' | (Report) | Dagano 30'   | Baba Yara Stadium, Kumasi diváci: 11 920 rozhodčí: Essam Abd El Fatah (Egypt) |

| 5. června 2005 15:30                         |          |        |                                                                             |
| DR Kongo                                     | 4 – 0    | Uganda | Stade des Martyrs, Kinshasa diváci: 80 000 rozhodčí: Mourad Daami (Tunisko) |
| Nonda 2', 69' (pen.) Ilongo 58' Matumona 78' | (Report) |        | Stade des Martyrs, Kinshasa diváci: 80 000 rozhodčí: Mourad Daami (Tunisko) |

| 18. června 2005 15:30 |          |                      |                                                                             |
| Jihoafrická republika | 0 – 2    | Ghana                | FNB Stadium, Johannesburg diváci: 50 000 rozhodčí: Mohamed Guezzaz (Maroko) |
|                       | (Report) | Amoah 59' Essien 91' | FNB Stadium, Johannesburg diváci: 50 000 rozhodčí: Mohamed Guezzaz (Maroko) |

| 18. června 2005 16:30 |          |          |                                                                           |
| Uganda                | 1 – 0    | Kapverdy | National Stadium, Kampala diváci: 5 000 rozhodčí: Kubrom Kidane (Eritrea) |
| Sserunkuma 36'        | (Report) |          | National Stadium, Kampala diváci: 5 000 rozhodčí: Kubrom Kidane (Eritrea) |

| 18. června 2005 18:00        |          |          |                                                                                    |
| Burkina Faso                 | 2 – 0    | DR Kongo | Stade du 4-Août, Ouagadougou diváci: 25 000 rozhodčí: Abdullhakim Shelmani (Libye) |
| Panandétiguiri 3' Dagano 68' | (Report) |          | Stade du 4-Août, Ouagadougou diváci: 25 000 rozhodčí: Abdullhakim Shelmani (Libye) |

| 3. září 2005 18:00      |          |                       |                                                                            |
| Burkina Faso            | 3 – 1    | Jihoafrická republika | Stade du 4-Août, Ouagadougou diváci: 25 000 rozhodčí: Coffi Codjia (Benin) |
| Cissé 32', 47' Kébé 39' | (Report) | Zuma 75'              | Stade du 4-Août, Ouagadougou diváci: 25 000 rozhodčí: Coffi Codjia (Benin) |

| 4. září 2005 15:30      |          |          |                                                                               |
| DR Kongo                | 2 – 1    | Kapverdy | Stade des Martyrs, Kinshasa diváci: 75 000 rozhodčí: Mohamed Guezzaz (Maroko) |
| Kitambala 21' Mputu 49' | (Report) | Caló 24' | Stade des Martyrs, Kinshasa diváci: 75 000 rozhodčí: Mohamed Guezzaz (Maroko) |

| 4. září 2005 16:30   |          |        |                                                                                     |
| Ghana                | 2 – 0    | Uganda | Baba Yara Stadium, Kumasi diváci: 45 000 rozhodčí: Jean-Marie Hicuburundi (Burundi) |
| Essien 10' Amoah 15' | (Report) |        | Baba Yara Stadium, Kumasi diváci: 45 000 rozhodčí: Jean-Marie Hicuburundi (Burundi) |

| 8. října 2005 14:00 |          |                                                     |                                                                         |
| Kapverdy            | 0 – 4    | Ghana                                               | Estádio da Várzea, Praia diváci: 6 500 rozhodčí: Mourad Daami (Tunisko) |
|                     | (Report) | Asamoah Frimpong 5' Muntari 35' Gyan 75' Attram 87' | Estádio da Várzea, Praia diváci: 6 500 rozhodčí: Mourad Daami (Tunisko) |

| 8. října 2005 17:00   |          |                     |                                                                                |
| Jihoafrická republika | 2 – 2    | DR Kongo            | Kings Park Stadium, Durban diváci: 35 000 rozhodčí: Jean-Olivier Mbera (Gabon) |
| Zuma 5', 52'          | (Report) | Mputu 11' Nonda 44' | Kings Park Stadium, Durban diváci: 35 000 rozhodčí: Jean-Olivier Mbera (Gabon) |

| 8. října 2005 18:00              |          |                      |                                                                              |
| Uganda                           | 2 – 2    | Burkina Faso         | National Stadium, Kampala diváci: 1 433 rozhodčí: Mohamed Benouza (Alžírsko) |
| Masaba 30' (pen.) Sserunkuma 71' | (Report) | Kébé 15' Rouamba 75' | National Stadium, Kampala diváci: 1 433 rozhodčí: Mohamed Benouza (Alžírsko) |

### Skupina 3
| Tým               | Z  | V | R | P | GV | GI | +/- | B  |
| ----------------- | -- | - | - | - | -- | -- | --- | -- |
| Pobřeží slonoviny | 10 | 7 | 1 | 2 | 20 | 7  | +13 | 22 |
| Kamerun           | 10 | 6 | 3 | 1 | 18 | 10 | +8  | 21 |
| Egypt             | 10 | 5 | 2 | 3 | 26 | 15 | +11 | 17 |
| Libye             | 10 | 3 | 3 | 4 | 8  | 10 | -2  | 12 |
| Súdán             | 10 | 1 | 3 | 6 | 6  | 22 | -16 | 6  |
| Benin             | 10 | 1 | 2 | 7 | 9  | 23 | -14 | 5  |

- Pobřeží slonoviny postoupilo na Mistrovství světa ve fotbale 2006.
- Na Africký pohár národů 2006 se kvalifikovaly týmy  Pobřeží slonoviny,  Kamerun a  Libye.  Egypt totiž postoupil automaticky jako hostitel, a tak dodatečně postoupila Libye.

| 6. června 2004 15:30 |          |                 |                                                                                     |
| Kamerun              | 2 – 1    | Benin           | Ahmadou Ahidjo Stadium, Yaoundé diváci: 40 000 rozhodčí: Jean-Olivier Mbera (Gabon) |
| Eto'o 42' Song 45'   | (Report) | S. Tchomogo 11' | Ahmadou Ahidjo Stadium, Yaoundé diváci: 40 000 rozhodčí: Jean-Olivier Mbera (Gabon) |

| 6. června 2004 16:00          |          |       |                                                                                         |
| Pobřeží slonoviny             | 2 – 0    | Libye | Stade Félix Houphouët-Boigny, Abidjan diváci: 40 827 rozhodčí: Eugenio Colembi (Angola) |
| Dindane 35' Drogba 63' (pen.) | (Report) |       | Stade Félix Houphouët-Boigny, Abidjan diváci: 40 827 rozhodčí: Eugenio Colembi (Angola) |

| 6. června 2004 20:00 |          |                                     |                                                                             |
| Súdán                | 0 – 3    | Egypt                               | Khartoum Stadium, Khartoum diváci: 10 000 rozhodčí: Kubrom Kidane (Eritrea) |
|                      | (Report) | Ali 6' Aboutrika 53' Abdelwahab 88' | Khartoum Stadium, Khartoum diváci: 10 000 rozhodčí: Kubrom Kidane (Eritrea) |

| 18. června 2004 19:30 |          |         |                                                                            |
| Libye                 | 0 – 0    | Kamerun | 9 July Stadium, Misratah diváci: 7 000 rozhodčí: Lim Kee Chong (Mauricius) |
|                       | (Report) |         | 9 July Stadium, Misratah diváci: 7 000 rozhodčí: Lim Kee Chong (Mauricius) |

| 20. června 2004 16:00 |          |                |                                                                              |
| Benin                 | 1 – 1    | Súdán          | Stade de l'Amitié, Cotonou diváci: 20 000 rozhodčí: Mohamed Guezzaz (Maroko) |
| Ogunbiyi 30'          | (Report) | A. Abdel 45+2' | Stade de l'Amitié, Cotonou diváci: 20 000 rozhodčí: Mohamed Guezzaz (Maroko) |

| 20. června 2004 20:00 |          |                        |                                                                                 |
| Egypt                 | 1 – 2    | Pobřeží slonoviny      | Alexandria Stadium, Alexandrie diváci: 13 000 rozhodčí: Hichem Guirat (Tunisko) |
| Aboutrika 55'         | (Report) | Dindane 22' Drogba 75' | Alexandria Stadium, Alexandrie diváci: 13 000 rozhodčí: Hichem Guirat (Tunisko) |

| 3. července 2004 20:00 |          |            |                                                                                            |
| Súdán                  | 0 – 1    | Libye      | Khartoum Stadium, Khartoum diváci: 10 000 rozhodčí: Daniel Bennett (Jihoafrická republika) |
|                        | (Report) | Kara 90+3' | Khartoum Stadium, Khartoum diváci: 10 000 rozhodčí: Daniel Bennett (Jihoafrická republika) |

| 4. července 2004 15:30  |          |                   |                                                                                   |
| Kamerun                 | 2 – 0    | Pobřeží slonoviny | Ahmadou Ahidjo Stadium, Yaoundé diváci: 40 000 rozhodčí: Mohamed Guezzaz (Maroko) |
| Eto'o 80' Feutchine 82' | (Report) |                   | Ahmadou Ahidjo Stadium, Yaoundé diváci: 40 000 rozhodčí: Mohamed Guezzaz (Maroko) |

| 4. července 2004 16:00                         |          |                                      |                                                                                    |
| Benin                                          | 3 – 3    | Egypt                                | Stade de l'Amitié, Cotonou diváci: 15 000 rozhodčí: Chukwudi Chukwujekwu (Nigérie) |
| O. Tchomogo 8' (pen.) Ahouéya 46' Ogunbiyi 68' | (Report) | Hassan 66' Aboutrika 75' Mostafa 80' | Stade de l'Amitié, Cotonou diváci: 15 000 rozhodčí: Chukwudi Chukwujekwu (Nigérie) |

| 3. září 2004 19:00                               |          |            |                                                                            |
| Libye                                            | 4 – 1    | Benin      | June 11 Stadium, Tripolis diváci: 30 000 rozhodčí: Kubrom Kidane (Eritrea) |
| Al Shibani 9' Kara 47' A. Osman 51' Al Ramly 70' | (Report) | Osseni 12' | June 11 Stadium, Tripolis diváci: 30 000 rozhodčí: Kubrom Kidane (Eritrea) |

| 5. září 2004 16:00                                        |          |       |                                                                                    |
| Pobřeží slonoviny                                         | 5 – 0    | Súdán | Stade Félix Houphouët-Boigny, Abidjan diváci: 20 000 rozhodčí: Sule Mana (Nigérie) |
| Drogba 12' (pen.) Dindane 15', 64' Yapi Yapo 25' Koné 56' | (Report) |       | Stade Félix Houphouët-Boigny, Abidjan diváci: 20 000 rozhodčí: Sule Mana (Nigérie) |

| 5. září 2004 20:00                   |          |                      |                                                                                     |
| Egypt                                | 3 – 2    | Kamerun              | Arab Contractors Stadium, Káhira diváci: 25 000 rozhodčí: Lim Kee Chong (Mauricius) |
| Shawky 45' Hassan 74' T. El-Said 86' | (Report) | Tchato 88' Eto'o 89' | Arab Contractors Stadium, Káhira diváci: 25 000 rozhodčí: Lim Kee Chong (Mauricius) |

| 8. října 2004 19:00   |          |          |                                                                               |
| Libye                 | 2 – 1    | Egypt    | June 11 Stadium, Tripolis diváci: 40 000 rozhodčí: Djamel Haimoudi (Alžírsko) |
| Kara 31' A. Osman 85' | (Report) | Zaki 57' | June 11 Stadium, Tripolis diváci: 40 000 rozhodčí: Djamel Haimoudi (Alžírsko) |

| 9. října 2004 20:30 |          |           | |
| Súdán               | 1 – 1    | Kamerun   | Al Merreikh Stadium, Omdurman diváci: 30 000 rozhodčí: Buenkadila Wabelo Bisingu (Demokratická republika Kongo) |
| Agab 17'            | (Report) | Job 90+2' | Al Merreikh Stadium, Omdurman diváci: 30 000 rozhodčí: Buenkadila Wabelo Bisingu (Demokratická republika Kongo) |

| 10. října 2004 16:00 |          |                   |                                                                         |
| Benin                | 0 – 1    | Pobřeží slonoviny | Stade de l'Amitié, Cotonou diváci: 25 000 rozhodčí: Modou Sowe (Gambie) |
|                      | (Report) | Dindane 48'       | Stade de l'Amitié, Cotonou diváci: 25 000 rozhodčí: Modou Sowe (Gambie) |

| 27. března 2005 15:30 |          |            |                                                                                  |
| Kamerun               | 2 – 1    | Súdán      | Ahmadou Ahidjo Stadium, Yaoundé diváci: 30 000 rozhodčí: Badara Diatta (Senegal) |
| Geremi 34' Webó 90'   | (Report) | Tambal 41' | Ahmadou Ahidjo Stadium, Yaoundé diváci: 30 000 rozhodčí: Badara Diatta (Senegal) |

| 27. března 2005 16:00    |          |       |                                                                                        |
| Pobřeží slonoviny        | 3 – 0    | Benin | Stade Félix Houphouët-Boigny, Abidjan diváci: 35 000 rozhodčí: Hichem Guirat (Tunisko) |
| Kalou 7' Drogba 19', 59' | (Report) |       | Stade Félix Houphouët-Boigny, Abidjan diváci: 35 000 rozhodčí: Hichem Guirat (Tunisko) |

| 27. března 2005 20:00               |          |             |                                                                                 |
| Egypt                               | 4 – 1    | Libye       | Arab Contractors Stadium, Káhira diváci: 30 000 rozhodčí: Éric Poulat (Francie) |
| Mido 55' Moteab 56', 81' Hassan 76' | (Report) | Ferjani 50' | Arab Contractors Stadium, Káhira diváci: 30 000 rozhodčí: Éric Poulat (Francie) |

| 3. června 2005 19:00 |          |                   |                                                                              |
| Libye                | 0 – 0    | Pobřeží slonoviny | June 11 Stadium, Tripolis diváci: 45 000 rozhodčí: Lim Kee Chong (Mauricius) |
|                      | (Report) |                   | June 11 Stadium, Tripolis diváci: 45 000 rozhodčí: Lim Kee Chong (Mauricius) |

| 4. června 2005 16:00 |          |                                        |                                                                                   |
| Benin                | 1 – 4    | Kamerun                                | Stade de l'Amitié, Cotonou diváci: 20 000 rozhodčí: Abderrahim El Arjoun (Maroko) |
| Agbessi 81'          | (Report) | Song 19' Webó 51' Geremi 64' Eto'o 69' | Stade de l'Amitié, Cotonou diváci: 20 000 rozhodčí: Abderrahim El Arjoun (Maroko) |

| 5. června 2005 21:00                                     |          |            |                                                                                    |
| Egypt                                                    | 6 – 1    | Súdán      | Arab Contractors Stadium, Káhira diváci: 20 000 rozhodčí: Joseph Mususa (Zimbabwe) |
| Ali 8', 31' Zaki 28', 50' T. El-Said 86' Abdel Malek 71' | (Report) | Tambal 83' | Arab Contractors Stadium, Káhira diváci: 20 000 rozhodčí: Joseph Mususa (Zimbabwe) |

| 19. června 2005 15:30 |          |       |                                                                                 |
| Kamerun               | 1 – 0    | Libye | Ahmadou Ahidjo Stadium, Yaoundé diváci: 36 000 rozhodčí: Koman Coulibaly (Mali) |
| Webó 37'              | (Report) |       | Ahmadou Ahidjo Stadium, Yaoundé diváci: 36 000 rozhodčí: Koman Coulibaly (Mali) |

| 19. června 2005 16:00 |          |       | |
| Pobřeží slonoviny     | 2 – 0    | Egypt | Stade Félix Houphouët-Boigny, Abidjan diváci: 30 000 rozhodčí: Jerome Damon (Jihoafrická republika) |
| Drogba 41', 49'       | (Report) |       | Stade Félix Houphouët-Boigny, Abidjan diváci: 30 000 rozhodčí: Jerome Damon (Jihoafrická republika) |

| 17. srpna 2005 20:30 |          |       |                                                                                |
| Súdán                | 1 – 0    | Benin | Al Merreikh Stadium, Omdurman diváci: 12 000 rozhodčí: Eddy Maillet (Seychely) |
| Tambal 20'           | (Report) |       | Al Merreikh Stadium, Omdurman diváci: 12 000 rozhodčí: Eddy Maillet (Seychely) |

| 2. září 2005 19:00 |          |       |                                                                                |
| Libye              | 0 – 0    | Súdán | June 11 Stadium, Tripolis diváci: 20 000 rozhodčí: Lassina Paré (Burkina Faso) |
|                    | (Report) |       | June 11 Stadium, Tripolis diváci: 20 000 rozhodčí: Lassina Paré (Burkina Faso) |

| 4. září 2005 16:00 |          |                      |                                                                                       |
| Pobřeží slonoviny  | 2 – 3    | Kamerun              | Stade Félix Houphouët-Boigny, Abidjan diváci: 34 500 rozhodčí: Mourad Daami (Tunisko) |
| Drogba 38', 47'    | (Report) | Webó 30', 45+2', 85' | Stade Félix Houphouët-Boigny, Abidjan diváci: 34 500 rozhodčí: Mourad Daami (Tunisko) |

| 4. září 2005 20:30          |          |               | |
| Egypt                       | 4 – 1    | Benin         | Arab Contractors Stadium, Káhira diváci: 5 000 rozhodčí: Buenkadila Wabelo Bisingu (Demokratická republika Kongo) |
| Zaki 12', 15', 84' Mido 71' | (Report) | Sessegnon 60' | Arab Contractors Stadium, Káhira diváci: 5 000 rozhodčí: Buenkadila Wabelo Bisingu (Demokratická republika Kongo) |

| 8. října 2005 16:00 |          |            |                                                                                 |
| Kamerun             | 1 – 1    | Egypt      | Ahmadou Ahidjo Stadium, Yaoundé diváci: 38 750 rozhodčí: Koman Coulibaly (Mali) |
| Douala 20'          | (Report) | Shawky 79' | Ahmadou Ahidjo Stadium, Yaoundé diváci: 38 750 rozhodčí: Koman Coulibaly (Mali) |

| 8. října 2005 18:00 |          |                            |                                                                                             |
| Súdán               | 1 – 3    | Pobřeží slonoviny          | Al Merreikh Stadium, Omdurman diváci: 20 000 rozhodčí: Jerome Damon (Jihoafrická republika) |
| Tambal 89'          | (Report) | Akalé 22' Dindane 51', 73' | Al Merreikh Stadium, Omdurman diváci: 20 000 rozhodčí: Jerome Damon (Jihoafrická republika) |

| 9. října 2005 16:00 |          |       |                                                                                       |
| Benin               | 1 – 0    | Libye | Stade René Pleven d'Akpakpa, Cotonou diváci: 1 880 rozhodčí: Joseph Mususa (Zimbabwe) |
| R. Chitou 60'       | (Report) |       | Stade René Pleven d'Akpakpa, Cotonou diváci: 1 880 rozhodčí: Joseph Mususa (Zimbabwe) |

### Skupina 4
| Tým      | Z  | V | R | P | GV | GI | +/- | B  |
| -------- | -- | - | - | - | -- | -- | --- | -- |
| Angola   | 10 | 6 | 3 | 1 | 12 | 6  | +6  | 21 |
| Nigérie  | 10 | 6 | 3 | 1 | 21 | 7  | +14 | 21 |
| Zimbabwe | 10 | 4 | 3 | 3 | 13 | 14 | -1  | 15 |
| Gabon    | 10 | 2 | 4 | 4 | 11 | 13 | -2  | 10 |
| Alžírsko | 10 | 1 | 5 | 4 | 8  | 15 | -7  | 8  |
| Rwanda   | 10 | 1 | 2 | 7 | 6  | 16 | -10 | 5  |

- Angola postoupila na Mistrovství světa ve fotbale 2006.
- Na Africký pohár národů 2006 se kvalifikovaly týmy  Angola,  Nigérie a  Zimbabwe.

| 5. června 2004 16:00 |          |              |                                                                            |
| Gabon                | 1 – 1    | Zimbabwe     | Stade Omar Bongo, Libreville diváci: 25 000 rozhodčí: Alex Quartey (Ghana) |
| T. Nguema 52'        | (Report) | Kaondera 82' | Stade Omar Bongo, Libreville diváci: 25 000 rozhodčí: Alex Quartey (Ghana) |

| 5. června 2004 16:00 |          |        |                                                                           |
| Nigérie              | 2 – 0    | Rwanda | Abuja Stadium, Abuja diváci: 35 000 rozhodčí: Lassina Paré (Burkina Faso) |
| Martins 55', 88'     | (Report) |        | Abuja Stadium, Abuja diváci: 35 000 rozhodčí: Lassina Paré (Burkina Faso) |

| 5. června 2004 19:00 |          |        |                                                                           |
| Alžírsko             | 0 – 0    | Angola | Stade 19 Mai 1956, Annaba diváci: 55 000 rozhodčí: Mourad Daami (Tunisko) |
|                      | (Report) |        | Stade 19 Mai 1956, Annaba diváci: 55 000 rozhodčí: Mourad Daami (Tunisko) |

| 19. června 2004 16:00   |          |               |                                                                             |
| Rwanda                  | 3 – 1    | Gabon         | Stade Amahoro, Kigali diváci: 16 325 rozhodčí: Isaack Abdulkadir (Tanzanie) |
| Saïd 4', 64' Mulisa 27' | (Report) | T. Nguema 20' | Stade Amahoro, Kigali diváci: 16 325 rozhodčí: Isaack Abdulkadir (Tanzanie) |

| 20. června 2004 15:00 |          |            | |
| Zimbabwe              | 1 – 1    | Alžírsko   | National Sports Stadium, Harare diváci: 65 000 rozhodčí: Wa Ntambidila (Demokratická republika Kongo) |
| Raho 60' (vl.)        | (Report) | Cherrad 3' | National Sports Stadium, Harare diváci: 65 000 rozhodčí: Wa Ntambidila (Demokratická republika Kongo) |

| 20. června 2004 15:30 |          |         |                                                                           |
| Angola                | 1 – 0    | Nigérie | Estádio da Cidadela, Luanda diváci: 40 000 rozhodčí: Aaron Nkole (Zambie) |
| Akwá 84'              | (Report) |         | Estádio da Cidadela, Luanda diváci: 40 000 rozhodčí: Aaron Nkole (Zambie) |

| 3. července 2004 16:00 |          |          |                                                                      |
| Nigérie                | 1 – 0    | Alžírsko | Abuja Stadium, Abuja diváci: 35 000 rozhodčí: Ladoual Hisseine (Čad) |
| Yobo 84'               | (Report) |          | Abuja Stadium, Abuja diváci: 35 000 rozhodčí: Ladoual Hisseine (Čad) |

| 3. července 2004 16:00 |          |                              |                                                                           |
| Rwanda                 | 0 – 2    | Zimbabwe                     | Stade Amahoro, Kigali diváci: 13 000 rozhodčí: Youngson Chilinda (Malawi) |
|                        | (Report) | P. Ndlovu 41' Nengomasha 79' | Stade Amahoro, Kigali diváci: 13 000 rozhodčí: Youngson Chilinda (Malawi) |

| 3. července 2004 16:00     |          |                           |                                                                                        |
| Gabon                      | 2 – 2    | Angola                    | Stade Omar Bongo, Libreville diváci: 20 000 rozhodčí: René Louzaya (Konžská republika) |
| Issiémou 44' T. Nguema 49' | (Report) | Akwá 19' Rebelo Lopes 81' | Stade Omar Bongo, Libreville diváci: 20 000 rozhodčí: René Louzaya (Konžská republika) |

| 5. září 2004 15:00 |          |                                              |                                                                                                   |
| Zimbabwe           | 0 – 3    | Nigérie                                      | National Sports Stadium, Harare diváci: 60 000 rozhodčí: Joseph Mandzioukouta (Konžská republika) |
|                    | (Report) | Aghahowa 3' Enakarhire 28' Yakubu 48' (pen.) | National Sports Stadium, Harare diváci: 60 000 rozhodčí: Joseph Mandzioukouta (Konžská republika) |

| 5. září 2004 15:30 |          |        |                                                                                           |
| Angola             | 1 – 0    | Rwanda | Estádio da Cidadela, Luanda diváci: 30 000 rozhodčí: Jerome Damon (Jihoafrická republika) |
| Freddy 52'         | (Report) |        | Estádio da Cidadela, Luanda diváci: 30 000 rozhodčí: Jerome Damon (Jihoafrická republika) |

| 5. září 2004 20:15 |          |                                        |                                                                           |
| Alžírsko           | 0 – 3    | Gabon                                  | Stade 19 Mai 1956, Annaba diváci: 51 000 rozhodčí: Falla N'Doye (Senegal) |
|                    | (Report) | Aubameyang 56' Akieremy 73' Bito'o 84' | Stade 19 Mai 1956, Annaba diváci: 51 000 rozhodčí: Falla N'Doye (Senegal) |

| 9. října 2004 16:00 |          |              |                                                                            |
| Rwanda              | 1 – 1    | Alžírsko     | Stade Amahoro, Kigali diváci: 20 000 rozhodčí: Khalid Abdel Rahman (Súdán) |
| Saïd 9'             | (Report) | Bourahli 14' | Stade Amahoro, Kigali diváci: 20 000 rozhodčí: Khalid Abdel Rahman (Súdán) |

| 9. října 2004 16:30 |          |            |                                                                                        |
| Gabon               | 1 – 1    | Nigérie    | Stade Omar Bongo, Libreville diváci: 26 000 rozhodčí: Koudougou Yameogo (Burkina Faso) |
| Issiémou 29'        | (Report) | Yakubu 50' | Stade Omar Bongo, Libreville diváci: 26 000 rozhodčí: Koudougou Yameogo (Burkina Faso) |

| 10. října 2004 15:30 |          |          |                                                                             |
| Angola               | 1 – 0    | Zimbabwe | Estádio da Cidadela, Luanda diváci: 17 000 rozhodčí: Verson Lwanja (Malawi) |
| Flávio 53'           | (Report) |          | Estádio da Cidadela, Luanda diváci: 17 000 rozhodčí: Verson Lwanja (Malawi) |

| 26. března 2005 19:00 |          |       |                                                                                             |
| Nigérie               | 2 – 0    | Gabon | Liberation Stadium, Port Harcourt diváci: 16 489 rozhodčí: Jean-Marie Hicuburundi (Burundi) |
| Aghahowa 79' Kanu 81' | (Report) |       | Liberation Stadium, Port Harcourt diváci: 16 489 rozhodčí: Jean-Marie Hicuburundi (Burundi) |

| 27. března 2005 15:00    |          |        |                                                                               |
| Zimbabwe                 | 2 – 0    | Angola | National Sports Stadium, Harare diváci: 40 894 rozhodčí: Coffi Codjia (Benin) |
| Kaondera 59' Benjani 73' | (Report) |        | National Sports Stadium, Harare diváci: 40 894 rozhodčí: Coffi Codjia (Benin) |

| 27. března 2005 19:00 |          |        |                                                                              |
| Alžírsko              | 1 – 0    | Rwanda | Stade Ahmed Zabana, Oran diváci: 20 000 rozhodčí: Essam Abd El Fatah (Egypt) |
| Boutabout 48'         | (Report) |        | Stade Ahmed Zabana, Oran diváci: 20 000 rozhodčí: Essam Abd El Fatah (Egypt) |

| 5. června 2005 15:00 |          |       |                                                                                   |
| Zimbabwe             | 1 – 0    | Gabon | National Sports Stadium, Harare diváci: 55 000 rozhodčí: Muhmed Ssegonga (Uganda) |
| P. Ndlovu 52'        | (Report) |       | National Sports Stadium, Harare diváci: 55 000 rozhodčí: Muhmed Ssegonga (Uganda) |

| 5. června 2005 15:30 |          |               |                                                                                       |
| Angola               | 2 – 1    | Alžírsko      | Estádio da Cidadela, Luanda diváci: 27 000 rozhodčí: Jean-Marie Hicuburundi (Burundi) |
| Flávio 50' Akwá 58'  | (Report) | Boutabout 63' | Estádio da Cidadela, Luanda diváci: 27 000 rozhodčí: Jean-Marie Hicuburundi (Burundi) |

| 5. června 2005 16:00 |          |             |                                                                        |
| Rwanda               | 1 – 1    | Nigérie     | Stade Amahoro, Kigali diváci: 30 000 rozhodčí: Kubrom Kidane (Eritrea) |
| Gatete 53'           | (Report) | Martins 78' | Stade Amahoro, Kigali diváci: 30 000 rozhodčí: Kubrom Kidane (Eritrea) |

| 18. června 2005 16:00                   |          |        |                                                                                     |
| Gabon                                   | 3 – 0    | Rwanda | Stade Omar Bongo, Libreville diváci: 10 000 rozhodčí: Abderrahim El Arjoun (Maroko) |
| Djissikadie 10' Londo 55' T. Nguema 60' | (Report) |        | Stade Omar Bongo, Libreville diváci: 10 000 rozhodčí: Abderrahim El Arjoun (Maroko) |

| 18. června 2005 16:00 |          |                |                                                                               |
| Nigérie               | 1 – 1    | Angola         | Sani Abacha Stadium, Kano diváci: 17 000 rozhodčí: Essam Abd El Fatah (Egypt) |
| Okocha 5'             | (Report) | Figueiredo 60' | Sani Abacha Stadium, Kano diváci: 17 000 rozhodčí: Essam Abd El Fatah (Egypt) |

| 19. června 2005 20:30 |          |                            |                                                                               |
| Alžírsko              | 2 – 2    | Zimbabwe                   | Stade Ahmed Zabana, Oran diváci: 15 000 rozhodčí: Lassina Paré (Burkina Faso) |
| Yahia 17' Daoud 48'   | (Report) | Kaondera 33' P. Ndlovu 87' | Stade Ahmed Zabana, Oran diváci: 15 000 rozhodčí: Lassina Paré (Burkina Faso) |

| 4. září 2005 15:00                               |          |       |                                                                             |
| Angola                                           | 3 – 0    | Gabon | Estádio da Cidadela, Luanda diváci: 35 000 rozhodčí: Koman Coulibaly (Mali) |
| Nsi-Akoue 25' (vl.) Mantorras 44' Zé Kalanga 89' | (Report) |       | Estádio da Cidadela, Luanda diváci: 35 000 rozhodčí: Koman Coulibaly (Mali) |

| 4. září 2005 15:00                      |          |                    |                                                                                   |
| Zimbabwe                                | 3 – 1    | Rwanda             | National Sports Stadium, Harare diváci: 55 000 rozhodčí: Muhmed Ssegonga (Uganda) |
| Kaondera 4' Benjani 43' Rambanapasi 78' | (Report) | Makonese 30' (vl.) | National Sports Stadium, Harare diváci: 55 000 rozhodčí: Muhmed Ssegonga (Uganda) |

| 4. září 2005 20:30      |          |                                                  |                                                                                |
| Alžírsko                | 2 – 5    | Nigérie                                          | Stade Ahmed Zabana, Oran diváci: 11 000 rozhodčí: Abdullhakim Shelmani (Libye) |
| Yacef 48' Boutabout 58' | (Report) | Martins 20' (pen.), 88', 90' Utaka 42' Obodo 81' | Stade Ahmed Zabana, Oran diváci: 11 000 rozhodčí: Abdullhakim Shelmani (Libye) |

| 8. října 2005 15:00                                               |          |             |                                                                           |
| Nigérie                                                           | 5 – 1    | Zimbabwe    | Abuja Stadium, Abuja diváci: 45 000 rozhodčí: Lassina Paré (Burkina Faso) |
| Martins 35', 75' (pen.) Yussuf 62' Kanu 80' (pen.) Odemwingie 89' | (Report) | Benjani 70' | Abuja Stadium, Abuja diváci: 45 000 rozhodčí: Lassina Paré (Burkina Faso) |

| 8. října 2005 15:30 |          |          |                                                                                             |
| Gabon               | 0 – 0    | Alžírsko | Stade Pierre Claver Divounguy, Port-Gentil diváci: 37 000 rozhodčí: Ousmane Diouf (Senegal) |
|                     | (Report) |          | Stade Pierre Claver Divounguy, Port-Gentil diváci: 37 000 rozhodčí: Ousmane Diouf (Senegal) |

| 8. října 2005 16:00 |          |          |                                                                         |
| Rwanda              | 0 – 1    | Angola   | Stade Amahoro, Kigali diváci: 25 000 rozhodčí: Mohamed Guezzaz (Maroko) |
|                     | (Report) | Akwá 79' | Stade Amahoro, Kigali diváci: 25 000 rozhodčí: Mohamed Guezzaz (Maroko) |

### Skupina 5
| Tým      | Z  | V | R | P | GV | GI | +/- | B  |
| -------- | -- | - | - | - | -- | -- | --- | -- |
| Tunisko  | 10 | 6 | 3 | 1 | 25 | 9  | +16 | 21 |
| Maroko   | 10 | 5 | 5 | 0 | 17 | 7  | +10 | 20 |
| Guinea   | 10 | 5 | 2 | 3 | 15 | 10 | +5  | 17 |
| Keňa     | 10 | 3 | 1 | 6 | 8  | 17 | -9  | 10 |
| Botswana | 10 | 3 | 0 | 7 | 10 | 18 | -8  | 9  |
| Malawi   | 10 | 1 | 3 | 6 | 12 | 26 | -14 | 6  |

- Tunisko postoupilo na Mistrovství světa ve fotbale 2006.
- Na Africký pohár národů 2006 se kvalifikovaly týmy  Tunisko,  Maroko a  Guinea.

| 5. června 2004 15:00 |          |           |                                                                            |
| Malawi               | 1 – 1    | Maroko    | Kamuzu Stadium, Blantyre diváci: 30 040 rozhodčí: Joseph Mususa (Zimbabwe) |
| Munthali 35'         | (Report) | Safri 25' | Kamuzu Stadium, Blantyre diváci: 30 040 rozhodčí: Joseph Mususa (Zimbabwe) |

| 5. června 2004 19:15                  |          |               |                                                                             |
| Tunisko                               | 4 – 1    | Botswana      | Stade 7 November, Radès diváci: 2 844 rozhodčí: Khalid Abdel Rahman (Súdán) |
| Clayton 9' Haggui 35' 79' Zitouni 74' | (Report) | Selolwane 65' | Stade 7 November, Radès diváci: 2 844 rozhodčí: Khalid Abdel Rahman (Súdán) |

| 17. listopadu 2004 16:00 |          |                      |                                                                                     |
| Keňa                     | 2 – 1    | Guinea               | Nyayo National Stadium, Nairobi diváci: 16 000 rozhodčí: Essam Abd El Fatah (Egypt) |
| Oliech 10' Mukenya 61'   | (Report) | Feindouno 19' (pen.) | Nyayo National Stadium, Nairobi diváci: 16 000 rozhodčí: Essam Abd El Fatah (Egypt) |

| 19. června 2004 15:00       |          |        |                                                                                   |
| Botswana                    | 2 – 0    | Malawi | Botswana National Stadium, Gaborone diváci: 15 000 rozhodčí: Yusuf Awuye (Uganda) |
| Selolwane 7' Gabolwelwe 25' | (Report) |        | Botswana National Stadium, Gaborone diváci: 15 000 rozhodčí: Yusuf Awuye (Uganda) |

| 20. června 2004 16:30 |          |            |                                                                           |
| Guinea                | 2 – 1    | Tunisko    | Stade 28 Septembre, Conakry diváci: 15 300 rozhodčí: Coffi Codjia (Benin) |
| Diawara 12' 46'       | (Report) | Braham 67' | Stade 28 Septembre, Conakry diváci: 15 300 rozhodčí: Coffi Codjia (Benin) |

| 9. února 2005 19:30                   |          |            |                                                                            |
| Maroko                                | 5 – 1    | Keňa       | Stade Moulay Abdellah, Rabat diváci: 40 000 rozhodčí: Wahid Tamuni (Libye) |
| Zairi 12' 39' 90' Diane 46' Hadji 81' | (Report) | Otieno 93' | Stade Moulay Abdellah, Rabat diváci: 40 000 rozhodčí: Wahid Tamuni (Libye) |

| 3. července 2004 15:00 |          |             |                                                                                |
| Malawi                 | 1 – 1    | Guinea      | Kamuzu Stadium, Blantyre diváci: 11 383 rozhodčí: Isaack Abdulkadir (Tanzanie) |
| Mpinganjira 71'        | (Report) | Diawara 80' | Kamuzu Stadium, Blantyre diváci: 11 383 rozhodčí: Isaack Abdulkadir (Tanzanie) |

| 3. července 2004 15:00 |          |              |                                                                                          |
| Botswana               | 0 – 1    | Maroko       | Botswana National Stadium, Gaborone diváci: 22 000 rozhodčí: Gilbert Dlamini (Svazijsko) |
|                        | (Report) | Mokhtari 30' | Botswana National Stadium, Gaborone diváci: 22 000 rozhodčí: Gilbert Dlamini (Svazijsko) |

| 17. srpna 2005 20:45 |          |      |                                                                         |
| Tunisko              | 1 – 0    | Keňa | Stade 7 November, Radès diváci: 60 000 rozhodčí: Divine Evehe (Kamerun) |
| Guemamdia 2'         | (Report) |      | Stade 7 November, Radès diváci: 60 000 rozhodčí: Divine Evehe (Kamerun) |

| 4. září 2004 16:00        |          |                                |                                                                                             |
| Keňa                      | 3 – 2    | Malawi                         | Moi International Sports Centre, Nairobi diváci: 13 000 rozhodčí: Cornelius Mwanza (Zambie) |
| Barasa 21' 29' Oliech 25' | (Report) | Munthali 41' Mabedi 90' (pen.) | Moi International Sports Centre, Nairobi diváci: 13 000 rozhodčí: Cornelius Mwanza (Zambie) |

| 4. září 2004 19:30 |          |            |                                                                          |
| Maroko             | 1 – 1    | Tunisko    | Stade Moulay Abdellah, Rabat diváci: 45 000 rozhodčí: Ahmed Auda (Egypt) |
| El Karkouri 74'    | (Report) | Santos 11' | Stade Moulay Abdellah, Rabat diváci: 45 000 rozhodčí: Ahmed Auda (Egypt) |

| 5. září 2004 16:30                              |          |          |                                                                               |
| Guinea                                          | 4 – 0    | Botswana | Stade 28 Septembre, Conakry diváci: 25 000 rozhodčí: Justus Agbenyega (Ghana) |
| Feindouno 44' Youla 54' Diawara 60' Mansaré 82' | (Report) |          | Stade 28 Septembre, Conakry diváci: 25 000 rozhodčí: Justus Agbenyega (Ghana) |

| 9. října 2004 15:00          |          |                          |                                                                        |
| Malawi                       | 2 – 2    | Tunisko                  | Kamuzu Stadium, Blantyre diváci: 20 000 rozhodčí: Yusuf Awuye (Uganda) |
| Mwafulirwa 19' Chipatala 37' | (Report) | Jaziri 82' Ghodhbane 89' | Kamuzu Stadium, Blantyre diváci: 20 000 rozhodčí: Yusuf Awuye (Uganda) |

| 9. října 2004 16:00         |          |           |                                                                                       |
| Botswana                    | 2 – 1    | Keňa      | Botswana National Stadium, Gaborone diváci: 16 500 rozhodčí: Eugenio Colembi (Angola) |
| Molwantwa 51' Selolwane 58' | (Report) | Oliech 5' | Botswana National Stadium, Gaborone diváci: 16 500 rozhodčí: Eugenio Colembi (Angola) |

| 10. října 2004 16:30 |          |           |                                                                                        |
| Guinea               | 1 – 1    | Maroko    | Stade 28 Septembre, Conakry diváci: 25 000 rozhodčí: Manuel Monteiro Duarte (Kapverdy) |
| Mansaré 50'          | (Report) | Šamach 5' | Stade 28 Septembre, Conakry diváci: 25 000 rozhodčí: Manuel Monteiro Duarte (Kapverdy) |

| 26. března 2005 16:00 |          |          | |
| Keňa                  | 1 – 0    | Botswana | Moi International Sports Centre, Nairobi diváci: 15 000 rozhodčí: Buenkadila Wabelo Bisingu (Demokratická republika Kongo) |
| Oliech 44'            | (Report) |          | Moi International Sports Centre, Nairobi diváci: 15 000 rozhodčí: Buenkadila Wabelo Bisingu (Demokratická republika Kongo) |

| 26. března 2005 19:15                                                |          |        |                                                                              |
| Tunisko                                                              | 7 – 0    | Malawi | Stade 7 November, Radès diváci: 30 000 rozhodčí: Khalid Abdel Rahman (Súdán) |
| Guemamdia 3' Santos 12' 52' 75' 77' Clayton 60' (pen.) Ghodhbane 80' | (Report) |        | Stade 7 November, Radès diváci: 30 000 rozhodčí: Khalid Abdel Rahman (Súdán) |

| 26. března 2005 19:30 |          |        |                                                                              |
| Maroko                | 1 – 0    | Guinea | Stade Moulay Abdellah, Rabat diváci: 70 000 rozhodčí: Koman Coulibaly (Mali) |
| Hadji 62'             | (Report) |        | Stade Moulay Abdellah, Rabat diváci: 70 000 rozhodčí: Koman Coulibaly (Mali) |

| 4. června 2005 15:00 |          |                               |                                                                                  |
| Botswana             | 1 – 3    | Tunisko                       | Botswana National Stadium, Gaborone diváci: 20 000 rozhodčí: Sule Mana (Nigérie) |
| Gabonamong 12'       | (Report) | Nafti 27' Santos 43' Abdy 78' | Botswana National Stadium, Gaborone diváci: 20 000 rozhodčí: Sule Mana (Nigérie) |

| 4. června 2005 20:00                |          |               | |
| Maroko                              | 4 – 1    | Malawi        | Stade Moulay Abdellah, Rabat diváci: 48 000 rozhodčí: Buenkadila Wabelo Bisingu (Demokratická republika Kongo) |
| Šamach 16' Hadji 21' 75' Kharja 72' | (Report) | Chipatala 10' | Stade Moulay Abdellah, Rabat diváci: 48 000 rozhodčí: Buenkadila Wabelo Bisingu (Demokratická republika Kongo) |

| 5. června 2005 16:30 |          |      |                                                                                 |
| Guinea               | 1 – 0    | Keňa | Stade 28 Septembre, Conakry diváci: 21 000 rozhodčí: Jean-Olivier Mbera (Gabon) |
| S. Bangoura 68'      | (Report) |      | Stade 28 Septembre, Conakry diváci: 21 000 rozhodčí: Jean-Olivier Mbera (Gabon) |

| 11. června 2005 19:15         |          |        |                                                                            |
| Tunisko                       | 2 – 0    | Guinea | Stade 7 November, Radès diváci: 30 000 rozhodčí: Lim Kee Chong (Mauricius) |
| Clayton 36' (pen.) Chedli 78' | (Report) |        | Stade 7 November, Radès diváci: 30 000 rozhodčí: Lim Kee Chong (Mauricius) |

| 18. června 2005 15:00 |          |                                             |                                                                          |
| Malawi                | 1 – 3    | Botswana                                    | Kamuzu Stadium, Blantyre diváci: 20 000 rozhodčí: Divine Evehe (Kamerun) |
| Mwafulirwa 48'        | (Report) | Molwantwa 8' Selolwane 40' Motlhabankwe 88' | Kamuzu Stadium, Blantyre diváci: 20 000 rozhodčí: Divine Evehe (Kamerun) |

| 18. června 2005 16:00 |          |        |                                                                                  |
| Keňa                  | 0 – 0    | Maroko | Nyayo National Stadium, Nairobi diváci: 50 000 rozhodčí: Badara Diatta (Senegal) |
|                       | (Report) |        | Nyayo National Stadium, Nairobi diváci: 50 000 rozhodčí: Badara Diatta (Senegal) |

| 3. září 2005 16:00 |          |                        |                                                                                  |
| Keňa               | 0 – 2    | Tunisko                | Moi International Sports Centre, Nairobi diváci: 0 rozhodčí: Modou Sowe (Gambie) |
|                    | (Report) | Guemamdia 2' Jemâa 85' | Moi International Sports Centre, Nairobi diváci: 0 rozhodčí: Modou Sowe (Gambie) |

| 3. září 2005 20:00 |          |          |                                                                                  |
| Maroko             | 1 – 0    | Botswana | Stade Moulay Abdellah, Rabat diváci: 25 000 rozhodčí: Mohamed Benouza (Alžírsko) |
| El Karkouri 56'    | (Report) |          | Stade Moulay Abdellah, Rabat diváci: 25 000 rozhodčí: Mohamed Benouza (Alžírsko) |

| 4. září 2005 16:30                        |          |                |                                                                         |
| Guinea                                    | 3 – 1    | Malawi         | Stade 28 Septembre, Conakry diváci: 2 518 rozhodčí: Sule Mana (Nigérie) |
| Feindouno 12' Diawara 36' S. Bangoura 67' | (Report) | Mkandawire 37' | Stade 28 Septembre, Conakry diváci: 2 518 rozhodčí: Sule Mana (Nigérie) |

| 8. října 2005 15:00            |          |      |                                                                        |
| Malawi                         | 3 – 0    | Keňa | Kamuzu Stadium, Blantyre diváci: 12 000 rozhodčí: Coffi Codjia (Benin) |
| Zakazaka 6' Mkandawire 49' 61' | (Report) |      | Kamuzu Stadium, Blantyre diváci: 12 000 rozhodčí: Coffi Codjia (Benin) |

| 8. října 2005 16:00 |          |                     |                                                                                  |
| Botswana            | 1 – 2    | Guinea              | Botswana National Stadium, Gaborone diváci: 16 800 rozhodčí: Modou Sowe (Gambie) |
| Molwantwa 35'       | (Report) | O. Bangoura 73' 76' | Botswana National Stadium, Gaborone diváci: 16 800 rozhodčí: Modou Sowe (Gambie) |

| 8. října 2005 20:45    |          |                           |                                                                             |
| Tunisko                | 2 – 2    | Maroko                    | Stade 7 November, Radès diváci: 60 000 rozhodčí: Essam Abd El Fatah (Egypt) |
| Clayton 18' Chedli 69' | (Report) | Šamach 3' El Karkouri 42' | Stade 7 November, Radès diváci: 60 000 rozhodčí: Essam Abd El Fatah (Egypt) |